# Semecarpus tannaensis
Semecarpus tannaensis är en sumakväxtart som beskrevs av André Guillaumin. Semecarpus tannaensis ingår i släktet Semecarpus och familjen sumakväxter. Inga underarter finns listade i Catalogue of Life.